# Hans Heinrich von Ahlefeldt
 Hans Heinrich von Ahlefeldt (dänisch: Johan Henrik) (* 1. März 1656 in Deutsch-Nienhof; † 23. März 1720 in seinem Stadtpalais in Hamburg) war Herr auf Gut Seestermühe und ein einflussreicher, dem Hofe nahestehender Diplomat der dänischen Krone.

## Leben
Hans Hinrich von Ahlefeld war als Sohn des auf Deutsch-Nienhof ansässigen Rittmeisters Bendix von Ahlefeldt (1629–1701) aus der holsteinischen Uradelsfamilie Ahlefeldt und Elisabeth Hedwig von Thienen (1629–1691). Nach Studien an der 1665 gegründeten Universität Kiel trat er in den dänischen Staatsdienst und wurde 1683 Gesandter am sächsischen und 1689 Gesandter am englischen Hof. Anschließend begleitete er als Kammerherr den Kronprinzen, der 1699 König Friedrich IV. werden sollte, auf seiner Reise vom 8. Januar 1692 bis zum 15. April 1693 durch Deutschland nach Italien, Frankreich und den Niederlanden, auf der er unter anderem im Januar 1693 in Versailles von König Ludwig XIV. empfangen wurde. Nach seiner Rückkehr wurde Ahlefeldt der Dannebrog-Orden verliehen. Im Juli 1695 begleitete er den Prinzen bei dessen Werbung um Louise zu Mecklenburg und wurde noch im selben Jahr Geheimrat. Von 1698 bis 1707 war er Gesandter in Berlin und von 1710 bis 1714 Gesandter in Den Haag. 1717 wurde ihm der Elefanten-Orden verliehen. Von Ahlefeldt war ebenfalls Herr der Güter Kollmar, Neuenhof, Stendorf.
Ahlefeldt war ab 1678 verheiratet mit Dorothea von Ahlefeldt (* 28. Mai 1658 in Reinbek; † 22. Dezember 1705 in Seestermühe) und hatte mit ihr nach dem erstgeborenen Benedikt von Ahlefeldt (1678–1757) acht weitere Kinder. 1705 verwitwet, heiratete er 1708 Mette geb. Reichsfreiin Kielmann von Kielmannsegg (* 13. Juli 1670 in Seestermühe; † 14. April 1748 in Seestermühe), die Tochter von Hans Heinrich Kielman von Kielmansegg und Witwe des Christian Albrecht von Ahlefeldt auf Obbendorf, die ihm Hans von Ahlefeldt (1710–1780) und Heinrich von Ahlefeldt (* 1711 in Hamburg; † 18. Juni 1765 in Haderslev) gebar. Er und seine erste Frau sind in einer Kapelle beigesetzt, die sein Vater als Familienbegräbnis an die Catharinenkirche in Westensee angebaut hatte.